# Паоло Боссіні
Паоло Боссіні (італ. Paolo Bossini, 29 червня 1985) — італійський плавець.
Учасник Олімпійських Ігор 2004, 2008 років.
Чемпіон Європи з плавання на короткій воді 2004 року, призер 2005, 2006, 2007 років.